# Lindmania oliva-estevae
Lindmania oliva-estevae là một loài thực vật có hoa trong họ Bromeliaceae. Loài này được Steyerm. & L.B.Sm. ex B.Holst mô tả khoa học đầu tiên năm 1996.